# FIVB World Cup 2015 (damer)
FIVB World Cup 2015 utspelade sig mellan 22 augusti och 6 september 2015 i Komaki, Matsumoto, Nagoya, Okayama, Sendai och Tokyo, i Japan. Det var den 12:e upplagan av turneringen och 12 damlandslag deltog. Kina vann tävlingen för fjärde gången.

## Arenor
|                                                              |                                                                        |                                                                            |
|                                                              |                                                                        |                                                                            |
| Park Arena Komaki Stad: Komaki Kapacitet: 5 000 Öppnad: 2001 | Matsumoto City Gymnasium Stad: Matsumoto Kapacitet: 6 000 Öppnad: 1991 | Nagoya Civic General Gymnasium Stad: Nagoya Kapacitet: 10 000 Öppnad: 1997 |
|                                                              |                                                                        |                                                                            |
| Momotaro Arena Stad: Okayama Kapacitet: 11 000 Öppnad: 2005  | Sendai City Gymnasium Stad: Sendai Kapacitet: 5 705 Öppnad: 1984       | Yoyogi National Gymnasium Stad: Tokyo Kapacitet: 13 291 Öppnad: 1964       |

## Regelverk

### Format
Tävlingen genomfördes som ett gruppspel där alla lag mötte varandra en gång.

### Metod för att bestämma tabellplacering
Om slutresultatet blev 3-0 eller 3-1 tilldelades 3 poäng till det vinnande laget och 0 till det förlorande laget, om slutresultatet blev 3-2 tilldelades 2 poäng till det vinnande laget och 1 till det förlorande laget. 
Rankningsordningen i serien definierades utifrån:
- Antal vunna matcher
- Poäng
- Kvot vunna / förlorade set
- Kvot vunna / förlorade poäng.
- Inbördes möte

## Deltagande lag
| Lag                     | Turnering                         | Deltog senast |
| ----------------------- | --------------------------------- | ------------- |
| Algeriet                | 2:a Afrikanska mästerskapet       | Japan 2011    |
| Argentina               | 1:a kvalgrupp Sydamerika          | Japan 2011    |
| Kina                    | 1:a på AVC:s ranking              | Japan 2011    |
| Sydkorea                | 3:a på AVC:s ranking              | Japan 2011    |
| Kuba                    | 2:a på NORCECA Champions Cup 2015 | Japan 2007    |
| Japan                   | Värdland                          | Japan 2011    |
| Kenya                   | 1:a Afrikanska mästerskapet 2015  | Japan 2011    |
| Peru                    | 2:a kvalgrupp Sydamerika          | Japan 2007    |
| Dominikanska republiken | 1:a NORCECA Champions Cup 2015    | Japan 2011    |
| Ryssland                | 1:a på CEV:s ranking              | Japan 1999    |
| Serbien                 | 2:a på CEV:s ranking              | Japan 2011    |
| USA                     | Världsmästare 2014                | Japan 2011    |

## Turneringen

### Round A

#### Grupp A
| 22 augusti 2015 Yoyogi National Gymnasium, Tokyo Speltid: 1h:18 - Åskådare: 3 000  | Dominikanska republiken | 0 - 3 | Ryssland                | 15-25, 18-25, 18-25               |
| 22 augusti 2015 Yoyogi National Gymnasium, Tokyo Speltid: 1h:41 - Åskådare: 5 400  | Kuba                    | 3 - 1 | Kenya                   | 27-25, 25-23, 12-25, 25-22        |
| 22 augusti 2015 Yoyogi National Gymnasium, Tokyo Speltid: 1h:24 - Åskådare: 12 000 | Argentina               | 0 - 3 | Japan                   | 16-25, 19-25, 12-25               |
| 23 augusti 2015 Yoyogi National Gymnasium, Tokyo Speltid: 1h:29 - Åskådare: 2 500  | Kenya                   | 0 - 3 | Dominikanska republiken | 26-28, 24-26, 17-25               |
| 23 augusti 2015 Yoyogi National Gymnasium, Tokyo Speltid: 1h:15 - Åskådare: 5 600  | Argentina               | 3 - 0 | Kuba                    | 25-15, 25-21, 25-23               |
| 23 augusti 2015 Yoyogi National Gymnasium, Tokyo Speltid: 2h:29 - Åskådare: 12 000 | Japan                   | 2 - 3 | Ryssland                | 25-12, 18-25, 21-25, 25-23, 13-15 |
| 24 augusti 2015 Yoyogi National Gymnasium, Tokyo Speltid: 1h:48 - Åskådare: 2 200  | Dominikanska republiken | 3 - 1 | Argentina               | 25-21, 25-22, 19-25, 25-15        |
| 24 augusti 2015 Yoyogi National Gymnasium, Tokyo Speltid: 1h:13 - Åskådare: 4 500  | Ryssland                | 3 - 0 | Kenya                   | 25-16, 25-21, 25-21               |
| 24 augusti 2015 Yoyogi National Gymnasium, Tokyo Speltid: 1h:18 - Åskådare: 12 000 | Kuba                    | 0 - 3 | Japan                   | 15-25, 12-25, 16-25               |
| 26 augusti 2015 Yoyogi National Gymnasium, Tokyo Speltid: 1h:17 - Åskådare: 1 900  | Argentina               | 0 - 3 | Ryssland                | 10-25, 10-25, 16-25               |
| 26 augusti 2015 Yoyogi National Gymnasium, Tokyo Speltid: 1h:48 - Åskådare: 4 000  | Kuba                    | 1 - 3 | Dominikanska republiken | 22-25, 22-25, 25-18, 23-25        |
| 26 augusti 2015 Yoyogi National Gymnasium, Tokyo Speltid: 1h:18 - Åskådare: 12 000 | Japan                   | 3 - 0 | Kenya                   | 25-15, 25-20, 25-12               |
| 27 augusti 2015 Yoyogi National Gymnasium, Tokyo Speltid: 1h:08 - Åskådare: 2 100  | Ryssland                | 3 - 0 | Kuba                    | 25-19, 25-13, 25-18               |
| 27 augusti 2015 Yoyogi National Gymnasium, Tokyo Speltid: 1h:10 - Åskådare: 4 000  | Kenya                   | 0 - 3 | Argentina               | 12-25, 17-25, 20-25               |
| 27 augusti 2015 Yoyogi National Gymnasium, Tokyo Speltid: 2h:45 - Åskådare: 12 000 | Dominikanska republiken | 2 - 3 | Japan                   | 18-25, 25-20, 32-30, 15-25, 13-15 |

#### Grupp B
| 22 augusti 2015 Matsumoto City Gymnasium, Matsumoto Speltid: 1h:28 - Åskådare: 2 240 | USA      | 3 - 0 | Sydkorea | 25-15, 25-22, 25-15              |
| 22 augusti 2015 Matsumoto City Gymnasium, Matsumoto Speltid: 1h:52 - Åskådare: 2 190 | Serbien  | 1 - 3 | Kina     | 25-19, 23-25, 15-25, 19-25       |
| 22 augusti 2015 Matsumoto City Gymnasium, Matsumoto Speltid: 1h:03 - Åskådare: 950   | Peru     | 3 - 0 | Algeriet | 25-16, 25-13, 25-16              |
| 23 augusti 2015 Matsumoto City Gymnasium, Matsumoto Speltid: 1h:17 - Åskådare: 1 760 | Sydkorea | 3 - 0 | Peru     | 25-19, 25-18, 25-18              |
| 23 augusti 2015 Matsumoto City Gymnasium, Matsumoto Speltid: 0h:55 - Åskådare: 1 990 | Kina     | 3 - 0 | Algeriet | 25-5, 25-11, 25-8                |
| 23 augusti 2015 Matsumoto City Gymnasium, Matsumoto Speltid: 2h:05 - Åskådare: 1 900 | Serbien  | 3 - 2 | USA      | 25-20, 22-25, 18-25, 25-19, 15-6 |
| 24 augusti 2015 Matsumoto City Gymnasium, Matsumoto Speltid: 1h:07 - Åskådare: 1 670 | Algeriet | 0 - 3 | Sydkorea | 8-25, 9-25, 19-25                |
| 24 augusti 2015 Matsumoto City Gymnasium, Matsumoto Speltid: 1h:04 - Åskådare: 1 120 | Peru     | 0 - 3 | Serbien  | 10-25, 17-25, 10-25              |
| 24 augusti 2015 Matsumoto City Gymnasium, Matsumoto Speltid: 1h:30 - Åskådare: 2 100 | USA      | 3 - 0 | Kina     | 25-23, 25-17, 25-23              |
| 26 augusti 2015 Matsumoto City Gymnasium, Matsumoto Speltid: 1h:01 - Åskådare: 1 160 | USA      | 3 - 0 | Peru     | 25-17, 25-15, 25-12              |
| 26 augusti 2015 Matsumoto City Gymnasium, Matsumoto Speltid: 0h:58 - Åskådare: 1 830 | Serbien  | 3 - 0 | Algeriet | 25-7, 25-11, 25-3                |
| 26 augusti 2015 Matsumoto City Gymnasium, Matsumoto Speltid: 1h:48 - Åskådare: 1 350 | Kina     | 3 - 1 | Sydkorea | 23-25, 25-15, 25-20, 25-23       |
| 27 augusti 2015 Matsumoto City Gymnasium, Matsumoto Speltid: 0h:52 - Åskådare: 990   | Algeriet | 0 - 3 | USA      | 7-25, 2-25, 5-25                 |
| 27 augusti 2015 Matsumoto City Gymnasium, Matsumoto Speltid: 1h:13 - Åskådare: 1 270 | Peru     | 0 - 3 | Kina     | 11-25, 18-25, 17-25              |
| 27 augusti 2015 Matsumoto City Gymnasium, Matsumoto Speltid: 1h:11 - Åskådare: 910   | Sydkorea | 0 - 3 | Serbien  | 16-25, 19-25, 16-25              |

### Round B

#### Grupp A
| 30 augusti 2015 Sendai City Gymnasium, Sendai Speltid: 1h:22 - Åskådare: 1 207   | Dominikanska republiken | 0 - 3 | Serbien  | 18-25, 22-25, 22-25               |
| 30 augusti 2015 Sendai City Gymnasium, Sendai Speltid: 1h:44 - Åskådare: 4 269   | Ryssland                | 3 - 0 | Sydkorea | 25-20, 26-24, 25-22               |
| 30 augusti 2015 Sendai City Gymnasium, Sendai Speltid: 1h:23 - Åskådare: 6 381   | Japan                   | 3 - 0 | Peru     | 25-19, 25-21, 25-15               |
| 31 augusti 2015 Sendai City Gymnasium, Sendai Speltid: 1h:43 - Åskådare: 794     | Dominikanska republiken | 3 - 1 | Peru     | 25-18, 25-19, 22-25, 25-17        |
| 31 augusti 2015 Sendai City Gymnasium, Sendai Speltid: 2h:04 - Åskådare: 3 292   | Ryssland                | 2 - 3 | Serbien  | 25-22, 25-22, 14-25, 23-25, 12-15 |
| 31 augusti 2015 Sendai City Gymnasium, Sendai Speltid: 1h:33 - Åskådare: 6 742   | Japan                   | 3 - 0 | Sydkorea | 25-17, 26-24, 25-17               |
| 1º september 2015 Sendai City Gymnasium, Sendai Speltid: 1h:07 - Åskådare: 752   | Ryssland                | 3 - 0 | Peru     | 25-14, 25-10, 25-20               |
| 1º september 2015 Sendai City Gymnasium, Sendai Speltid: 1h:53 - Åskådare: 3 085 | Dominikanska republiken | 1 - 3 | Sydkorea | 25-18, 17-25, 23-25, 18-25        |
| 1º september 2015 Sendai City Gymnasium, Sendai Speltid: 2h:17 - Åskådare: 6 767 | Japan                   | 2 - 3 | Serbien  | 26-24, 17-25, 14-25, 25-21, 9-15  |

#### Grupp B
| 30 augusti 2015 Momotaro Arena, Okayama Speltid: 1h:00 - Åskådare: 1 350   | Argentina | 3 - 0 | Algeriet  | 25-11, 25-8, 25-11  |
| 30 augusti 2015 Momotaro Arena, Okayama Speltid: 1h:03 - Åskådare: 2 100   | Kenya     | 0 - 3 | USA       | 15-25, 16-25, 13-25 |
| 30 augusti 2015 Momotaro Arena, Okayama Speltid: 1h:07 - Åskådare: 2 450   | Kuba      | 0 - 3 | Kina      | 19-25, 10-25, 14-25 |
| 31 augusti 2015 Momotaro Arena, Okayama Speltid: 1h:03 - Åskådare: 1 090   | Kuba      | 3 - 0 | Argentina | 25-17, 25-16, 25-14 |
| 31 augusti 2015 Momotaro Arena, Okayama Speltid: 1h:10 - Åskådare: 1 800   | Algeriet  | 0 - 3 | USA       | 16-25, 19-25, 14-25 |
| 31 augusti 2015 Momotaro Arena, Okayama Speltid: 1h:03 - Åskådare: 1 290   | Kenya     | 0 - 3 | Kina      | 7-25, 15-25, 14-25  |
| 1º september 2015 Momotaro Arena, Okayama Speltid: 0h:57 - Åskådare: 570   | Kenya     | 3 - 0 | Algeriet  | 25-14, 25-11, 25-11 |
| 1º september 2015 Momotaro Arena, Okayama Speltid: 1h:06 - Åskådare: 1 510 | Argentina | 0 - 3 | Kina      | 14-25, 15-25, 20-25 |
| 1º september 2015 Momotaro Arena, Okayama Speltid: 1h:06 - Åskådare: 1 420 | Kuba      | 0 - 3 | USA       | 15-25, 11-25, 15-25 |

### Round C

#### Grupp A
| 4 september 2015 Nagoya Civic General Gymnasium, Nagoya Speltid: 1h:17 - Åskådare: 1 112 | Dominikanska republiken | 0 - 3 | Kina     | 16-25, 17-25, 19-25        |
| 4 september 2015 Nagoya Civic General Gymnasium, Nagoya Speltid: 1h:42 - Åskådare: 4 100 | Ryssland                | 3 - 0 | USA      | 25-17, 31-29, 25-23        |
| 4 september 2015 Nagoya Civic General Gymnasium, Nagoya Speltid: 1h:12 - Åskådare: 7 000 | Japan                   | 3 - 0 | Algeriet | 25-8, 25-10, 25-6          |
| 5 september 2015 Nagoya Civic General Gymnasium, Nagoya Speltid: 1h:06 - Åskådare: 1 200 | Dominikanska republiken | 3 - 0 | Algeriet | 25-11, 25-12, 25-7         |
| 5 september 2015 Nagoya Civic General Gymnasium, Nagoya Speltid: 1h:54 - Åskådare: 5 450 | Ryssland                | 1 - 3 | Kina     | 23-25, 15-25, 25-23, 20-25 |
| 5 september 2015 Nagoya Civic General Gymnasium, Nagoya Speltid: 2h:01 - Åskådare: 7 000 | Japan                   | 1 - 3 | USA      | 25-20, 23-25, 20-25, 10-25 |
| 6 september 2015 Nagoya Civic General Gymnasium, Nagoya Speltid: 0h:50 - Åskådare: 1 200 | Ryssland                | 3 - 0 | Algeriet | 25-5, 25-6, 25-8           |
| 6 september 2015 Nagoya Civic General Gymnasium, Nagoya Speltid: 1h:06 - Åskådare: 3 100 | Dominikanska republiken | 0 - 3 | USA      | 10-25, 19-25, 17-25        |
| 6 september 2015 Nagoya Civic General Gymnasium, Nagoya Speltid: 2h:06 - Åskådare: 7 000 | Japan                   | 1 - 3 | Kina     | 17-25, 25-22, 21-25, 22-25 |

#### Grupp B
| 4 september 2015 Park Arena Komaki, Komaki Speltid: 2h:05 - Åskådare: 375   | Argentina | 3 - 2 | Peru     | 16-25, 25-20, 21-25, 25-22, 15-12 |
| 4 september 2015 Park Arena Komaki, Komaki Speltid: 1h:07 - Åskådare: 366   | Kuba      | 0 - 3 | Serbien  | 22-25, 19-25, 15-25               |
| 4 september 2015 Park Arena Komaki, Komaki Speltid: 1h:10 - Åskådare: 388   | Kenya     | 0 - 3 | Sydkorea | 16-25, 16-25, 19-25               |
| 5 september 2015 Park Arena Komaki, Komaki Speltid: 1h:30 - Åskådare: 1 083 | Kuba      | 3 - 1 | Peru     | 13-25, 25-16, 25-18, 25-19        |
| 5 september 2015 Park Arena Komaki, Komaki Speltid: 1h:05 - Åskådare: 1 216 | Kenya     | 0 - 3 | Serbien  | 11-25, 14-25, 19-25               |
| 5 september 2015 Park Arena Komaki, Komaki Speltid: 1h:19 - Åskådare: 1 011 | Argentina | 0 - 3 | Sydkorea | 21-25, 17-25, 20-25               |
| 6 september 2015 Park Arena Komaki, Komaki Speltid: 2h:14 - Åskådare: 990   | Kenya     | 3 - 2 | Peru     | 23-25, 29-27, 25-27, 25-23, 15-13 |
| 6 september 2015 Park Arena Komaki, Komaki Speltid: 1h:55 - Åskådare: 1 825 | Argentina | 2 - 3 | Serbien  | 16-25, 19-25, 25-20, 25-23, 4-15  |
| 6 september 2015 Park Arena Komaki, Komaki Speltid: 1h:58 - Åskådare: 1 098 | Kuba      | 3 - 2 | Sydkorea | 25-22, 18-25, 16-25, 30-28, 15-13 |

### Sluttabell
| Pos. | Lag                     | Pt | M  | V  | F  | SV | SF | Kvot  | PV  | PF  | Kvot  |
| ---- | ----------------------- | -- | -- | -- | -- | -- | -- | ----- | --- | --- | ----- |
| 1    | Kina                    | 30 | 11 | 10 | 1  | 30 | 7  | 4.285 | 900 | 658 | 1.367 |
| 2    | Serbien                 | 26 | 11 | 10 | 1  | 31 | 11 | 2.818 | 964 | 739 | 1.304 |
| 3    | USA                     | 28 | 11 | 9  | 2  | 29 | 7  | 4.142 | 859 | 617 | 1.392 |
| 4    | Ryssland                | 27 | 11 | 9  | 2  | 30 | 8  | 3.750 | 889 | 702 | 1.266 |
| 5    | Japan                   | 22 | 11 | 7  | 4  | 27 | 14 | 1.928 | 922 | 779 | 1.183 |
| 6    | Sydkorea                | 16 | 11 | 5  | 6  | 18 | 19 | 0.947 | 816 | 787 | 1.036 |
| 7    | Dominikanska republiken | 16 | 11 | 5  | 6  | 18 | 21 | 0.857 | 835 | 859 | 0.972 |
| 8    | Argentina               | 12 | 11 | 4  | 7  | 15 | 23 | 0.652 | 738 | 819 | 0.901 |
| 9    | Kuba                    | 11 | 11 | 4  | 7  | 13 | 25 | 0.520 | 740 | 876 | 0.844 |
| 10   | Kenya                   | 5  | 11 | 2  | 9  | 7  | 29 | 0.241 | 683 | 844 | 0.809 |
| 11   | Peru                    | 5  | 11 | 1  | 10 | 9  | 30 | 0.300 | 732 | 899 | 0.814 |
| 12   | Algeriet                | 0  | 11 | 0  | 11 | 0  | 33 | 0.000 | 326 | 825 | 0.395 |

## Slutplaceringar
| Pos | Lag                     | Turnering |
| --- | ----------------------- | --------- |
|     | Kina                    | OS 2016   |
|     | Serbien                 | OS 2016   |
|     | USA                     |           |
| 4   | Ryssland                |           |
| 5   | Japan                   |           |
| 6   | Sydkorea                |           |
| 7   | Dominikanska republiken |           |
| 8   | Argentina               |           |
| 9   | Kuba                    |           |
| 10  | Kenya                   |           |
| 11  | Peru                    |           |
| 12  | Algeriet                |           |

## Individuella utmärkelser
| Utmärkelse              | Namn                | Lag                     |
| ----------------------- | ------------------- | ----------------------- |
| Mest värdefulla spelare | Zhu Ting            | Kina                    |
| Bästa passare           | Niverka Marte       | Dominikanska republiken |
| Bästa högerspiker       | Natal'ja Gončarova  | Ryssland                |
| Bästa vänsterspiker     | Brankica Mihajlović | Serbien                 |
| Bästa vänsterspiker     | Tat'jana Košeleva   | Ryssland                |
| Bästa center            | Daimara Lescay      | Kuba                    |
| Bästa center            | TeTori Dixon        | USA                     |
| Bästa libero            | Brenda Castillo     | Dominikanska republiken |